# Prawdziska
Prawdziska (niem. Prawdzisken) – wieś w Polsce położona w województwie warmińsko-mazurskim, w powiecie ełckim, w gminie Kalinowo.
W latach 1975–1998 miejscowość administracyjnie należała do województwa suwalskiego.

## Historia wsi
W traktacie melneńskim przy określaniu granicy między Wielkim Księstwem Litewskim, a zakonem krzyżackim wymieniona jest wieś Prewoysti (według Toeppena) to Prawdziska.
W 1505 roku wójt ełcki Jakub Reiff, zwany Walter, sprzedał Jadamowi Sandam i Mokołajowi Belom 10 włók, biorąc za włókę trzy dobre woły.
W 1821 w Prawdziskach było 170 mieszkańców, a w 1939 już 267 osób.
Przed I wojną światową funkcjonowała tutaj biblioteka Towarzystwa Czytelni Ludowych z Poznania. W 1903 kolportażem polskich książek zjamował się chłop o nazwisku Dziondział.
W 1934 roku ówczesne niemieckie władze nazistowskie w miejsce historycznej nazwy Prawdzisken wprowadziły nazwę Reiffenrode.
Po II wojnie światowej, gdy najniższym szczeblem administracyjnym były gromady, Prawdziska należały do Gromadzkiej Rady Narodowej w Milewie.

## Parafia
Parafia w Prawdziskach pod wezwaniem św. Andrzeja Apostoła należy do dekanatu Ełk – Miłosierdzia Bożego. Parafia powstała w roku 1905.
W latach 1919–1926 proboszczem katolickim był tu ks. Wojciech Rogaczewski. Ks. Rogaczewski działał na rzecz plebiscytu, a w czasie swojej posługi kapłańskiej w Prawdziskach wspierał kolportaż polskich książek i czasopism. W przykościelnej szkółce prowadził nauczanie religii w języku polskim.